# Выйско-Никольская церковь
Вы́йско-Нико́льская це́рковь — каменная четырёхпрестольная церковь в Нижнем Тагиле, существовавшая в 1865—1963 годах.
Церковь была заложена в 1835 г сыновьями Николая Никитича Демидова в память о нём. Главный алтарь был освящён во имя святого Николая, архиепископа Мирликийского, 15 сентября 1846 г. Правый придел, во имя мученика Анатолия, освящен 4 декабря 1845 г. Левый придел во имя апостолов Петра и Павла, освящен 10 октября 1846 г. Нижний храм во имя преподобного Феодора Сикеота, освящен 27 августа 1862 г.
Храм был закрыт в 1930 году. Единственным уцелевшим предметом оказалась скульптура Распятия работы Жана Жака Прадье. В настоящее время надгробное Распятие Христово пребывает в здании Нижнетагильского краеведческого музея. Также резные царские врата иконостаса после реставрации (существенные утраты) в 1990е годы были установлены в приходе на Гальянке. В 1963 году это здание подверглось сносу, а в 1967 году на его месте построили ДК «Юбилейный».
Церковь долгое время являлась семейной усыпальницей Демидовых. Вместе с церковью были разрушены также и мраморные гробницы Демидовых.
- Макет в музее УрГАХУ
- Макет в Нижнетагильском историко-краеведческом музее